# 扎米亞特尼齊亞
49°11′41″N 32°19′29″E / 49.19472°N 32.32472°E
扎姆亞特尼齊亞（烏克蘭語：Зам'ятниця）是位於烏克蘭中部的村莊，由切爾卡瑟州切爾卡瑟區的梅德韋迪夫卡市鎮負責管轄。該村處於佳斯明河畔，始建於十七世紀，面積2.94平方公里，海拔高度80米，2001年人口280。